# Marek Minucjusz Rufus
Magister equitum przy dyktatorze Kwintusie Fabiuszu Maksymusie, sprawującym swój urząd w 217 r. p.n.e., w okresie II wojny punickiej. 
Po kilku miesiącach od objęcia dyktatury przez Kwintusa tj. zimą 217 r. został zrównany w prawach z nim samym, faktycznie zostając drugim dyktatorem, co było sytuacją bez precedensu. Wcześniej przewodniczył w Rzymie stronnictwu opowiadającemu się za zmianą strategii unikania starcia z wrogiem, jaką stosował Maksymus.